# Herb Kożuchowa
Herb Kożuchowa – jeden z symboli miasta Kożuchów i gminy Kożuchów w postaci herbu.

## Wygląd i symbolika
Herb przedstawia w tarczy barwy błękitnej blankowane mury miasta barwy białej z otwartą bramą nakrytą szarym spadzistym dachem, powyżej bramy wieża kościelna barwy białej nakryta szarym spiczastym dachem, zwieńczonym złotym krzyżem, po bokach wieży kościelnej dwie blankowane baszty na nich dwóch heroldów zwróconych do środka, w szarych szatach z żółtymi (złotymi) rogami.
Stylizowane mury miejskie i wieża kościelna kościoła znanego już w XIII wieku odzwierciedlają cechy indywidualne architektury miasta oraz jego katolicką tradycję. Postacie heroldów występowały w XIII i XIV wieku w pieczęciach książąt śląskich, m.in. w pieczęciach Bolesława II Rogatki. Zastosowanie tych postaci w herbie miasta, symbolizowało w przeszłości zwierzchnictwo książęce, obecnie nawiązuje do piastowskich tradycji Śląska.

## Historia
Herb nawiązuje do najstarszej wersji pieczęci Kożuchowa z 1310 roku.
Herb miasta został zatwierdzony uchwałą nr IV/14/90 Rady Miasta i Gminy w Kożuchowie 30 lipca 1990 roku.

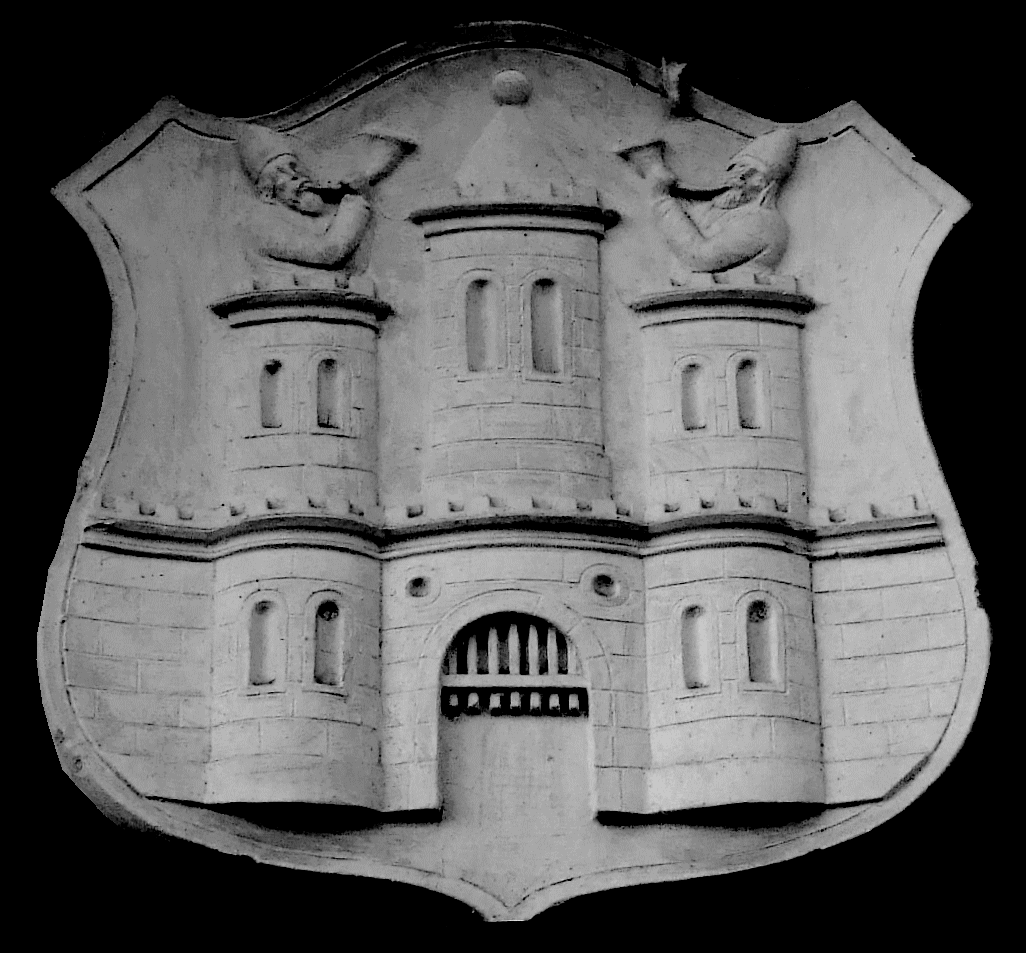
Herb umieszczony nad wejściem do wieży ciśnień (1908 r.)
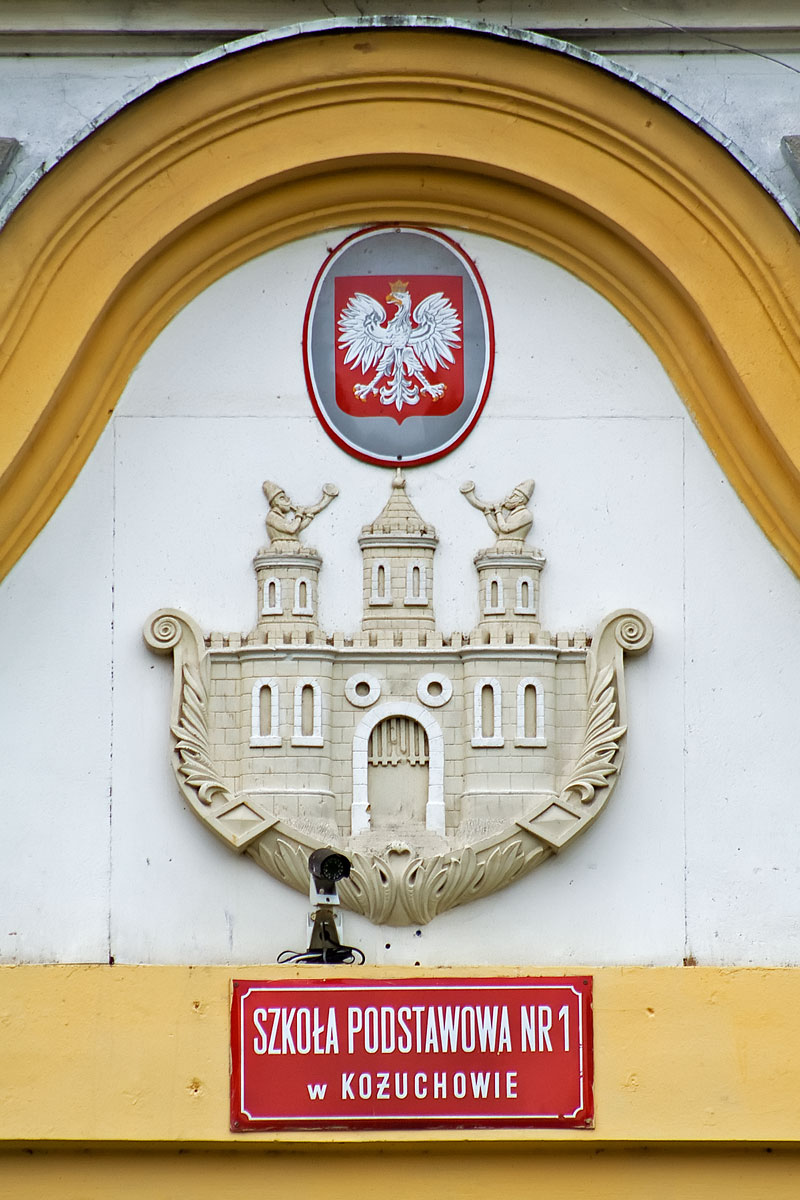
Herb na budynku Szkoły Podstawowej nr 1